# 이시자키 노부히로
이시자키 노부히로(일본어: 石崎 信弘, 1958년 3월 14일 ~ )는 일본의 전 축구 선수이자, 축구 감독이다. 히로시마현 히로시마시 나카구 출신.

## 구단 경력
1980년부터 1993년까지 도시바에서 뛰었다.

## 지도자 경력
1995년부터 1998년까지 재팬 풋볼 리그의 몬테디오 야마가타에서 감독을 맡았다. 1999년부터 2003년까지 J2리그의 오이타 트리니타, 가와사키 프론탈레의 감독을 맡으며 2004년 J1리그의 시미즈 에스펄스의 감독으로 취임하였다. 2005년 도쿄 베르디의 감독을 맡으며 2006년부터 2008년까지 가시와 레이솔에서 감독을 맡았다. 2009년 J2리그의 콘사돌레 삿포로의 감독으로 취임하였다. 2011년 J2리그 3위를 기록하여 J1리그로 승격하였다.